# Podturn, Rogaška Slatina
Podturn je razloženo naselje v Občini Rogaška Slatina.